# 하마다 쇼리
하마다 쇼리(일본어: 濵田 尚里, はまだ しょうり, 1990년 9월 25일~)는 일본의 유도 선수이다. 2020년 하계 올림픽 여자 하프헤비급에서 금메달을 획득했다.